# Amund Toresson Falkenhielm
Amund Toresson Falkenhielm, född i Himmelpforten, död 1 augusti 1697 i Stockholm, var en svensk militär.

## Biografi
Amund Falkenhielm föddes i Himmelpforten. Han var son borgmästaren Tore Amundsson och Kerstin Eriksdotter. Falkenhielm blev 1658 konduktör vid fortifikationen och 1663 fänrik vid artilleriet i Bremen. Han blev 1667 löjtnant och 5 oktober 1672 kommendant på Bremervörde. Falkenhielm blev 1673 kapten vid artilleriet och tog avsked därifrån samma år. Han blev 19 december 1675 generalkvartermästarelöjtnant och 1679 överstelöjtnant vid fältartilleriet i Stockholm. Falkenhielm adlades Falkenstierna 20 mars 1680 men kallade sig sedan Falkenhielm. Han introducerades samma år i Sveriges Riddarhus som nummer 960. Falkenhielm blev 12 september 1693 överste för artilleriet i Stockholm. Han avled 1697 i Stockholm och begravdes 9 mars 1698 i Jacobs kyrka.

### Familj
Falkenhielm gifte sig första gången med Margareta Gregersdotter (död 1690). De fick tillsammans barnen Hedvig Falkenhielm (död 1709) som var gift med kaptenen Gustaf Lood i Småland och regementsskrivaren Hans Hagström, överstelöjtnanten Henrik Falkenhielm (1673–1713), Margareta Falkenhielm (död 1729) som var gift med registratorn Anders Franck i Kammarkollegium och Vilhelm Falkenhielm.
Falkenhielm gifte sig andra gången med Catharina Lillie af Greger Mattssons ätt (död 1722). Hon var dotter till översten Johan Lillie och Carin Oljeqvist. De fick tillsammans dottern Catharina Falkenhielm (död 1758). Efter Falkenhielms död gifte Catharina Lillie om sig med majoren Johan Gualter von Greiggenschildt i Pommern.